# Severnoameriška plošča
Severnoameriška plošča je tektonska plošča, ki obsega večino Severne Amerike, Kubo, Bahame, skrajno severovzhodno Azijo ter dele Islandije in Azorov. S površino 76 milijonov km² je druga največja tektonska plošča na Zemlji, za Pacifiško ploščo (ki meji na ploščo na zahodu).
Razteza se proti vzhodu do potresno aktivnega Srednjeatlantskega hrbta na meji Azorske trojne stične plošče, kjer se sreča z Evrazijsko ploščo in Afriško ploščo in proti zahodu do pogorja Čerskega v vzhodni Sibiriji. Plošča vključuje tako celinsko kot oceansko skorjo. Notranjost glavnega celinskega kopnega vključuje obsežno granitno jedro, imenovano kraton. Vzdolž večine robov tega kratona so delci materiala skorje, imenovani teran, ki so na kraton prirasli zaradi tektonskih dejanj v daljšem časovnem obdobju. Velik del Severne Amerike zahodno od Skalnega gorovja je sestavljen iz takšnih teranov.

## Meje
Južna meja s Kokosovo ploščo na zahodu in Karibsko ploščo na vzhodu je transformni prelom, ki ga predstavljata transformacijski prelom Swan Islands pod Karibskim morjem in prelom Motagua skozi Gvatemalo. Del meje sta tudi vzporedna preloma Septentrional in Enriquillo–Plantain Garden, ki potekata skozi Hispaniolo in omejujeta mikroploščo Gonâve. Preostanek južnega roba, ki se razteza proti vzhodu do Srednjeatlantskega hrbta in označuje mejo med Severnoameriško ploščo in Južnoameriško ploščo, je nejasen, vendar je blizu cone prelomov 15-20 okoli 16°S.
Na severni meji je nadaljevanje Srednjeatlantskega hrbta, imenovanega greben Gakkel. Preostanek meje na skrajnem severozahodnem delu plošče sega v Sibirijo. Ta meja se nadaljuje od konca grebena Gakkel kot razpoke Laptevskega morja, naprej do prehodne deformacijske cone v pogorju Čerskega, nato Ulakhanskega preloma med njim in Ohotsko ploščo ter končno Aleutskega jarka do konca Kraljice Šarlote.
Zahodna meja je prelom Kraljice Šarlote, ki poteka na morju vzdolž obale Aljaske in subdukcijsko območje Kaskadija na severu, prelom sv. Andreja skozi Kalifornijo, vzpetina Vzhodnega Tihega oceana v Kalifornijskem zalivu in Srednjeameriški jarek na jugu.
Na svojem zahodnem robu se plošča Farallon pogreza pod Severnoameriško ploščo že od jurskega obdobja. Farallonova plošča se je skoraj popolnoma potopila pod zahodni del Severnoameriške plošče, pri čemer je tisti del Severnoameriške plošče v stiku s Pacifiško ploščo kot prelom sv. Andreja. Plošče Juan de Fuca, Explorer, Gorda, Rivera, Kokos in Nazca so ostanki plošče Farallon. Meja vzdolž Kalifornijskega zaliva je zapletena. Pod zalivom je razpočna cona Kalifornijskega zaliva, niz razkolnih bazenov in segmentov transformiranih prelomov od severnega konca vzhodnopacifiškega dviga v ustju zaliva do prelomnega sistema sv. Andreja v bližini razpoke Salton Trough /potresno območje Brawley. Splošno sprejeto je, da je bil kos Severnoameriške plošče odlomljen in prepeljan proti severu, ko se je vzhodnopacifiški dvig širil proti severu in ustvaril Kalifornijski zaliv. Vendar pa še ni jasno ali je oceanska skorja med vzpetino in celinsko obalo Mehike dejansko nova plošča, ki se je začela zbliževati s Severnoameriško ploščo, kar je skladno s standardnim modelom centrov širjenja območja razpok na splošno.

## Vroče točke
Nekaj vročih točk naj bi obstajalo pod Severnoameriško ploščo. Najbolj opazne vroče točke so Yellowstone (Wyoming), Jemez Lineament (Nova Mehika) in Anahim (Britanska Kolumbija). Domneva se, da jih povzroča ozek tok vročega plašča, ki konvecira navzgor od meje med Zemljinim jedrom in plaščem, imenovan plaščni oblak, čeprav nekateri geologi menijo, da je verjetnejši vzrok konvekcija zgornjega plašča. Vroči točki Yellowstone in Anahim naj bi se prvič pojavili v miocenu in sta še vedno geološko aktivni ter povzročata potrese in vulkane. Hotspot Yellowstone je najbolj znan po kalderi Yellowstone in številnih kalderah, ki ležijo na planoti reke Snake, medtem ko je vroča točka Anahim najbolj znana po vulkanskem pasu Anahim na območju stožca Nazko.

## Gibanje plošče
Severnoameriška plošča se večinoma premika v približno jugozahodni smeri stran od Srednjeatlantskega hrbta s hitrostjo približno 2,3 centimetra na leto. Istočasno se Pacifiška plošča premika proti severozahodu s hitrostjo med 7 in 11 centimetrov na leto. Gibanja plošče ni mogoče poganjati s subdukcijo, saj ni subduciran noben del Severnoameriške plošče, razen majhnega dela, ki obsega del Portoriškega jarka; zato se drugi mehanizmi še naprej preiskujejo. Ena študija iz leta 2007 kaže, da ploščo poganja konvektivni tok plašča.